# West Chillisquaque Township
West Chillisquaque Township ist ein Township im Northumberland County, Pennsylvania (Vereinigte Staaten von Amerika). Das U.S. Census Bureau hat bei der Volkszählung 2020 eine Einwohnerzahl von 2.597 ermittelt.

## Geographie
Die West Chillisquaque Township ist eine ländlich geprägte Township, in der sich Felder, Wiesen und kleine Waldstücke abwechseln. Nach den Angaben des United States Census Bureaus hat die Township eine Fläche von 35,9 km², wovon 33,5 km² auf Land- und 2,4 km² auf Wasserflächen entfallen. Sie ist die größere der beiden nach dem Chillisquaque Creek benannten Townships.
Ihre natürlichen Grenzen sind im Westen der West Branch Susquehanna River, im Norden die durch Überbauung kaum erkennbaren westlichen Ausläufer der Limestone Ridge und im Süden die Montour Ridge. Administrativ grenzt die Township im Norden an den Borough of Milton und einen Zipfel der Turbot Township, im Osten an die East Chillisquaque Township und im Süden an die Point Township. Im Westen liegt auf dem anderen Ufers des West Branch Susquehanna River das Union County mit (von Süden nach Norden) der East Buffalo Township, Lewisburg und der Kelly Township. Der Fluss gehört in diesem Abschnitt vollständig zum Northumberland County und somit auch einige darin liegenden Inseln, die allerdings keinen offiziellen Namen haben. Die Gemarkung Miltons schneidet tief in die Fläche der Township ein.
Die Pennsylvania Route 147 führt als Nord-Süd-Achse durch das Zentrum der Township, während die Pennsylvania Route 405 weitgehend am östlichen Ufer des Flusses verläuft. Die wichtigste Ost-West-Verbindung ist die Pennsylvania Route 45. In der Township gibt es nur wenige Ortschaften. Chillisquaque liegt am Chillisquaque Creek, wo die Routes 147 und 405 den Chillisquaque Creek überqueren, nur etwa einen Kilometer oberhalb von dessen Mündung in den West Branch Susquehanna River. Wo dieser von der Route 45 überquert wird, liegt East Lewistown und weiter östlich, unweit der Kreuzung von Route 45 und Route 405, Montandon, das seit 2010 als Census-designated place definiert ist und über ein Postamt verfügt. Colonial Park ist ein Stadtviertel von Milton, das allerdings nur teilweise innerhalb des Borough of Milton liegt.

## Demographie
Zum Zeitpunkt des United States Census 2000 bewohnten West Chillisquaque Township 2846 Personen. Die Bevölkerungsdichte betrug 85,0 Personen pro km². Es gab 1284 Wohneinheiten, durchschnittlich 38,3 pro km². Die Bevölkerung in West Chillisquaque Township bestand zu 98,28 % aus Weißen, 0,56 % Schwarzen oder African American, 0,14 % Native American, 0,14 % Asian, 0,07 % Pacific Islander, 0,35 % gaben an, anderen Rassen anzugehören und 0,46 % nannten zwei oder mehr Rassen. 0,42 % der Bevölkerung erklärten, Hispanos oder Latinos jeglicher Rasse zu sein.
Die Bewohner West Chillisquaque Townships verteilten sich auf 1211 Haushalte, von denen in 26,5 % Kinder unter 18 Jahren lebten. 55,1 % der Haushalte stellten Verheiratete, 9,2 % hatten einen weiblichen Haushaltsvorstand ohne Ehemann und 31,4 % bildeten keine Familien. 26,9 % der Haushalte bestanden aus Einzelpersonen und in 8,7 % aller Haushalte lebte jemand im Alter von 65 Jahren oder mehr alleine. Die durchschnittliche Haushaltsgröße betrug 2,35 und die durchschnittliche Familiengröße 2,81 Personen.
Die Bevölkerung verteilte sich auf 21,6 % Minderjährige, 6,9 % 18–24-Jährige, 28,6 % 25–44-Jährige, 28,0 % 45–64-Jährige und 15,0 % im Alter von 65 Jahren oder mehr. Der Median des Alters betrug 41 Jahre. Auf jeweils 100 Frauen entfielen 101,4 Männer. Bei den über 18-Jährigen entfielen auf 100 Frauen 97,0 Männer.
Das mittlere Haushaltseinkommen in West Chillisquaque Township betrug 35.104 US-Dollar und das mittlere Familieneinkommen erreichte die Höhe von 40.700 US-Dollar. Das Durchschnittseinkommen der Männer betrug 27.813 US-Dollar, gegenüber 20.977 US-Dollar bei den Frauen. Das Pro-Kopf-Einkommen belief sich auf 17.290 US-Dollar. 8,9 % der Bevölkerung und 6,2 % der Familien hatten ein Einkommen unterhalb der Armutsgrenze, davon waren 14,1 % der Minderjährigen und 6,7 % der Altersgruppe 65 Jahre und mehr betroffen.

## Sehenswürdigkeiten

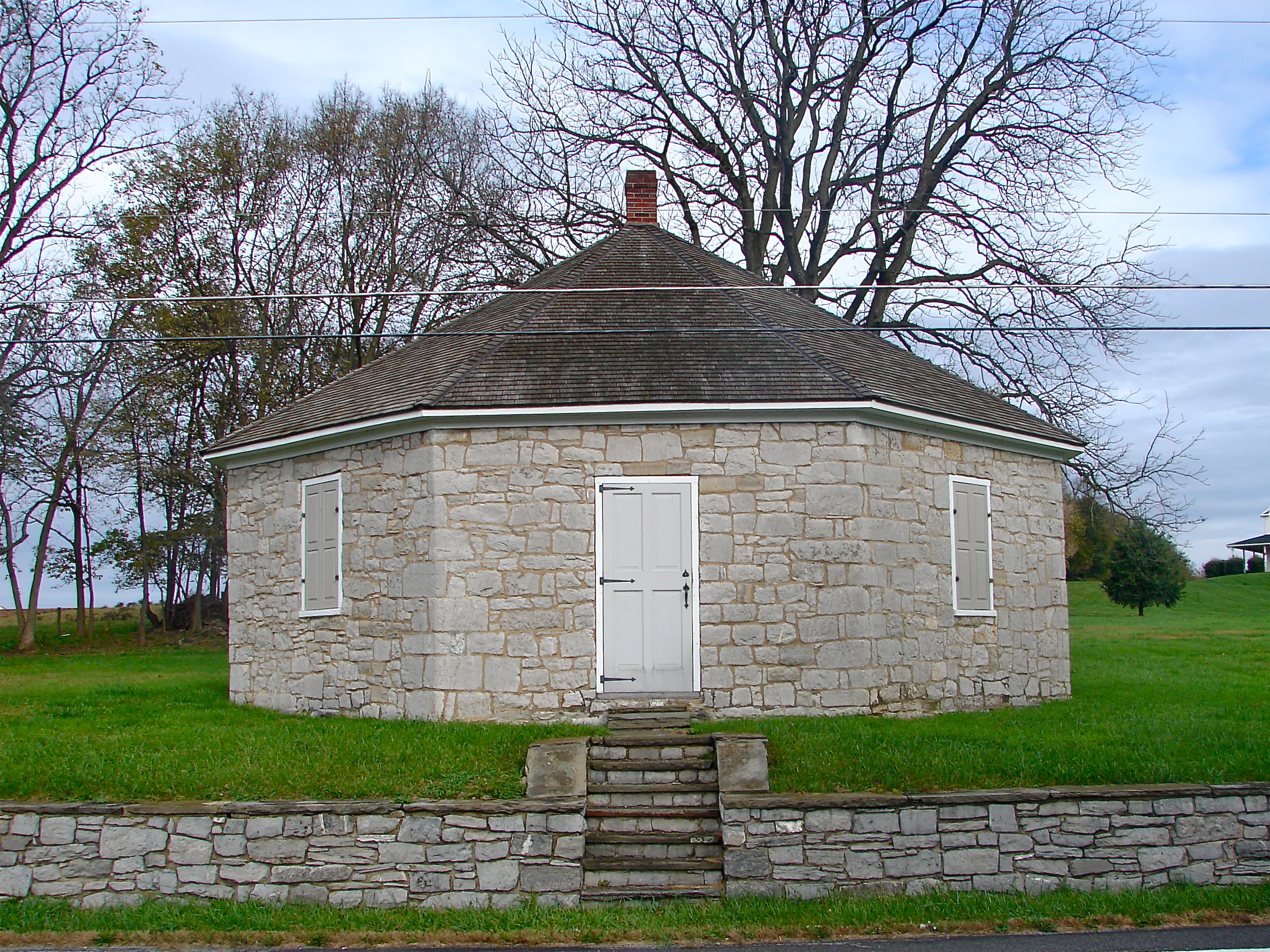
Sodom Schoolhouse

- Die Rishel Covered Bridge, erbaut im Jahr 1830, dürfte die älteste überdachte Holzbrücke der Vereinigten Staaten sein, wurde als Burr-Truss-Brücke konstruiert und verbindet West Chillisquaque Township über den Chillisquaque Creek mit dem East Chillisquaque Township. Die Brücke wurde 1979 in das National Register of Historic Places aufgenommen.
- Das Col. James Cameron House ist ein ab dem Jahre 1840 erbautes Wohnhaus, das 1989 in das National Register of Historic Places aufgenommen wurde.
- Das Sodom Schoolhouse ist ein zu Beginn des 19. Jahrhunderts aus Kalkstein errichtetes ehemaliges Schulhaus mit oktogonalem Grundriss. Es diente bis ins Jahr 1915 seinem ursprünglichen Zweck und wurde in das National Register of Historic Places aufgenommen.[2]

## Bildung
Die West Chillisquaque Township fällt in den Zuständigkeitsbereich des Milton Area School District.

## Söhne und Töchter
- Herbert Wesley Cummings (1873–1956), Jurist und Politiker